# John C. Slater
John C. Slater (1900-1976) fue un físico y químico teórico importante de Estados Unidos.
Obtuvo su doctorado en física de la Universidad Harvard en 1923, continuó sus estudios en la Universidad de Cambridge, y volvió a Harvard. Impartió clase de física entre 1930 y 1966 en el Instituto de Tecnología de Massachusetts. Posteriormente, fue a la Universidad de Florida, donde ejerció de profesor e investigador de química desde 1966 hasta 1976.
Slater es reconocido por el cálculo de funciones matemáticas que describen orbitales atómicos. Estas funciones se conocen actualmente como orbitales de tipo Slater. También son de uso común en química cuántica los determinantes de Slater, para el antisimetrizado de las funciones de onda.
- Datos: Q711519
- Multimedia: John Clarke Slater (physicist) / Q711519